# Lithium (Missouri)
Lithium é uma vila localizada no estado americano de Missouri, no Condado de Perry.

## Demografia
Segundo o censo americano de 2000, a sua população era de 0 habitantes.

## Geografia
De acordo com o United States Census Bureau tem uma área de
0,0 km², dos quais 0,0 km² cobertos por terra e 0,0 km² cobertos por água. Lithium localiza-se a aproximadamente 156 m acima do nível do mar.

## Localidades na vizinhança
O diagrama seguinte representa as localidades num raio de 20 km ao redor de Lithium.